# Mu (continente)

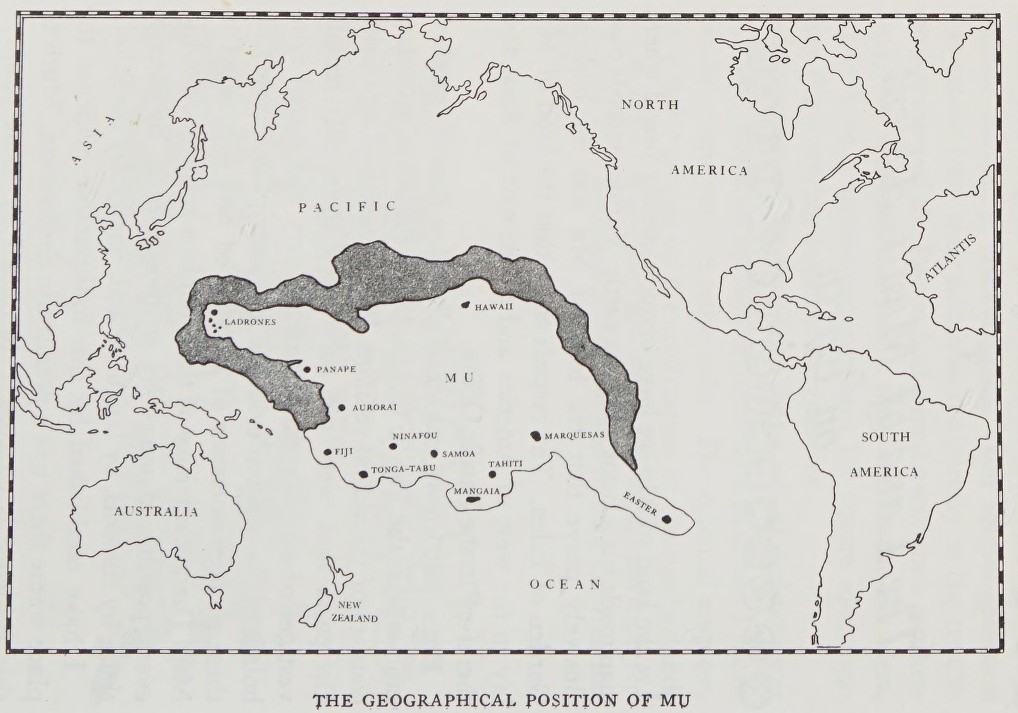
Ipotetica collocazione geografica di Mu, dal libro Mu, il continente perduto (Mu: The Lost Continent) di James Churchward

Mu è un ipotetico continente scomparso nell'oceano Pacifico, descritto dall'angloamericano James Churchward (1851-1936), sulla base di una traduzione, poi rivelatasi completamente errata, del XIX secolo dall'abate fiammingo Charles Étienne Brasseur de Bourbourg da un manoscritto Maya. Secondo le attuali conoscenze scientifiche l'esistenza di un tale continente non è compatibile con la storia geologica del Pacifico.

## Nascita del mito di Mu

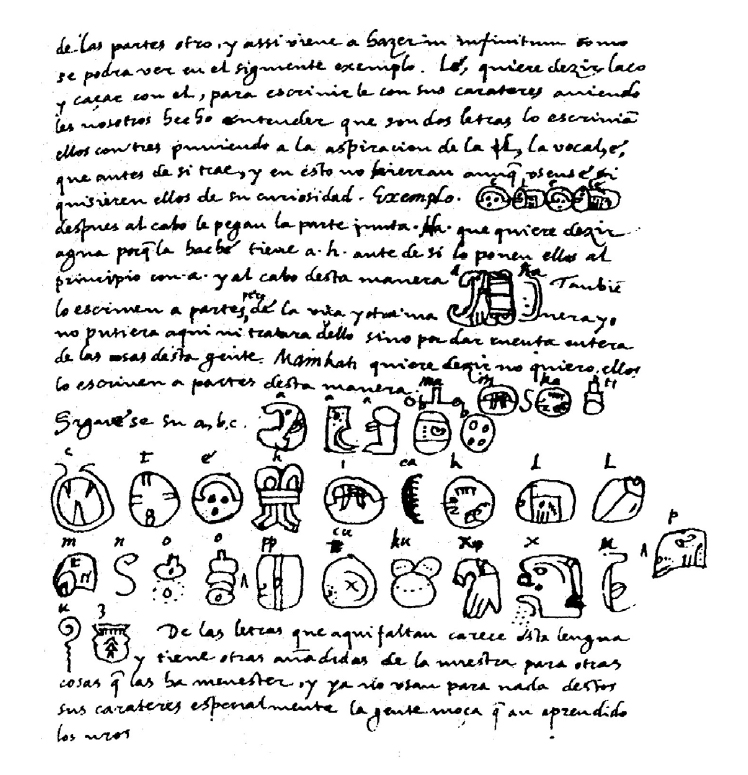
"Manoscritti di Diego de Landa", pubblicati da Brasseur de Bourbourg nel 1863

Nel 1864 l'abate Charles Étienne Brasseur, detto de Bourbourg, ritenne di essere riuscito a decifrare il cosiddetto Codice Troano (facente parte del codice Tro-Cortesiano o di Madrid), un manoscritto maya, applicando il metodo inventato nel Cinquecento da Diego de Landa, un monaco spagnolo che divenne vescovo dello Yucatán. De Landa, che dal 1562 in poi aveva fatto bruciare i testi maya ritenendoli "superstizioni e menzogne diaboliche", in un secondo tempo si interessò alla cultura maya e cercò di apprenderne la scrittura. De Landa tuttavia partì dal presupposto errato che la lingua maya fosse scritta con un alfabeto fonetico (come la lingua spagnola e latina a lui note), mentre in realtà era basata su logogrammi. Ricavò dunque una tavola comparativa tra lettere dell'alfabeto latino e caratteri maya del tutto inaffidabile. Tre secoli dopo Charles-Etienne Brasseur (1814-1874) rinvenne nella biblioteca dell'Accademia Storica di Madrid una copia ridotta del monumentale trattato scritto da Landa, libro che nel frattempo era andato perduto, come del resto buona parte della conoscenza della scrittura maya. Brasseur si applicò subito alla traduzione di uno dei pochissimi codici maya superstiti, il Codice Troano, utilizzando l'"alfabeto maya" inventato da Landa, ottenendo un testo piuttosto incoerente che sembrava parlare di una terra che era sprofondata in seguito ad un cataclisma (si scoprì in seguito che il codice trattava in realtà di tutt'altro argomento, cioè di astrologia). Trovando infine un paio di simboli che gli erano sconosciuti, Brasseur li tradusse con quelli di Landa che più gli sembravano simili, ottenendo la parola "mu", che egli ritenne fosse il nome della misteriosa terra.
Prima di Brasseur non c'è traccia reale e nota di Mu in nessuna cultura preistorica o protostorica.

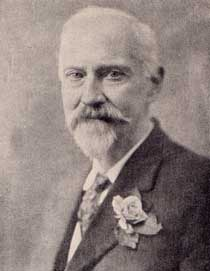
James Churchward (1851 –1936)

L'interpretazione di Brasseur venne successivamente ripresa, ampliata e resa popolare da James Churchward (1851 –1936). Churchward, generalmente presentato come un colonnello dell'esercito britannico in pensione, scrive che, nel corso dei suoi viaggi in Oriente alla fine dell'Ottocento, finì con l'imbattersi nella storia di una remota civiltà scomparsa nella notte dei tempi, Mu, l'Impero del Sole, fonte di tutte le antiche civiltà del pianeta, in una serie di antichissime tavolette di terracotta - le tavolette dei Naacal - custodite in un tempio indiano del cui riši egli era divenuto amico. I Naacal sarebbero stati una confraternita di 'saggi', provenienti da Mu, i quali le avrebbero scritte o a Mu stesso, prima del suo inabissamento, oppure in Birmania dopo il medesimo, da dove poi esse furono esportate in India. Churchward fornisce nei suoi scritti una trascrizione dell'alfabeto di Mu, ma gli originali delle tavolette non sarebbero stati mai più visti da alcuno dopo di lui e non vi è pertanto alcuna prova della loro esistenza.
Dopo avere trascritto le tavolette, l'autore iniziò una serie di viaggi in tutto il mondo allo scopo di suffragare ulteriormente le sue teorie, che rese note con il suo libro Mu, il continente perduto (Mu: The Lost Continent), pubblicato nel 1926 e aggiornato successivamente nel 1931.
A causa della notorietà che i libri di Churchward avevano ottenuto a suo tempo, sono apparse tutta una serie di pubblicazioni fantastiche o fanta-archeologiche che asseriscono di mostrare come in antichi documenti, di volta in volta indiani, amerindi, cinesi e così via, vi siano riferimenti a questo fantomatico continente scomparso, l'esistenza del quale però non è compatibile con la storia geologica del Pacifico secondo le attuali conoscenze scientifiche.

## Descrizione di Mu
Secondo le descrizioni di Churchward il continente Mu, situato nell'oceano Pacifico, era un vasto territorio ondulato che aveva come confine settentrionale le isole Hawaii e come confine meridionale una linea immaginaria tracciata tra l'isola di Pasqua e le Figi. Da est a ovest misurava 8000 km e in latitudine 5000 km. Mu era ricca di vegetazione tropicale, fiumi, laghi e grandi animali. Era una sorta di grande giardino dell'Eden.
Il nome deriverebbe dalla lettera greca mi (anche pronunciata mu), che sarebbe stata trovata incisa sulle pareti delle grotte di accesso al continente.
Al momento della sua scomparsa, circa 12000 anni fa, secondo Churchward sarebbe stato abitato da 64 milioni di persone di varie razze, sulle quali predominava quella bianca, con molte grandi città e colonie negli altri continenti.

## Altri autori
Mu è identificata con Lemuria nella trilogia Illuminatus! di Robert Shea e Robert Anton Wilson, nel testo di Martin Gardner Fads and Fallacies in the Name of Science e nel libro MU az emberiség szülõföldje dell'ungherese Jenõ Csicsáky.

## Approfondimenti

### Isola di Pasqua

Mappa dell'Isola di Pasqua che evidenzia i moai e mostra le localizzazioni delle ahu e le isocline sottomarine che mostrano la profondità dell'Oceano Pacifico circostante

Alfred Métraux visitò l'Isola di Pasqua negli anni trenta e in seguito confutò la teoria secondo la quale l'isola fu la cima di un continente scomparso.
- Le ahu dell'isola (piattaforme per le statue Moai) sono concentrate sulle attuali coste dell'isola, il che implica che la forma dell'isola sia cambiata di poco da quando furono costruite.
- L'Isola di Pasqua è un'isola vulcanica di origine recente che emerge dalle profondità dell'oceano (profondo 1770 braccia a 12 miglia dall'isola).
- La cosiddetta "via trionfale" che Pierre Loti ha affermato correre dall'isola alle terre sommerse intorno è in realtà costituita da un letto di lava.

## Influenza culturale

### Letteratura
- Mu nei romanzi di Lovecraft: il continente immaginario fa la sua comparsa anche nel Ciclo di Cthulhu di Howard Phillips Lovecraft; appare in molte storie dell'autore e di alcune scritte da Lin Carter.
- Nel libro di Neil Gaiman Buona Apocalisse a tutti!, il demone Crowley progetta l'autostrada M25 che circonda Londra così che rassomigli al simbolo Odegra che nell'antica lingua dei Sacerdoti Neri di Mu significa "Lode alla Grande Bestia, divoratrice di mondi!".
- Mu è una delle 12 stirpi facenti parte della saga di Endgame, scritta da James Frey e Nils Johnson-Shelton.
- Nel libro di James Rollins L'ultima eclissi il continente di mu è uno dei temi su cui ruota tutto il romanzo che sarebbe stato distrutto quando un brillamento solare avrebbe causato il sovraccarico di un deposito di materia oscura creando un cataclisma e facendolo affondare.
- Nel romanzo di Thomas Pynchon Vizio di forma il protagonista Doc Sportello sotto effetto di acidi immagina di essere un discendente lemuriano  e che la civiltà americana abbia il compito di preservare la continuità del possesso di Mu attraverso il controllo dei due lati del pacifico in previsione di una sua riemersione.

### Fumetti
- Mu, l'ultima avventura di Corto Maltese ideato da Hugo Pratt.
- Martin Mystère. Nelle avventure del detective dell'impossibile, Mu e Atlantide ricoprono un ruolo centrale. Le due civiltà sono immaginate come delle superpotenze che dominavano il mondo, con una tecnologia superiore anche a quella odierna, le quali, dopo essersi combattute nel corso di una lunga guerra, si autodistrussero con un'arma finale che portò sconvolgimenti in tutto il pianeta circa 10.000 anni prima di Cristo, facendo regredire la civiltà umana all'età della pietra. Nel 1982, all'epoca dell'uscita della serie, era evidente il riferimento alla Guerra Fredda e alle due superpotenze USA e URSS che si spartivano l'influenza su diverse aree geografiche. Nella serie a fumetti, Mu in particolare dominava sull'Asia con un'organizzazione sociale che ha influenzato la divisione per classi di Cina e Giappone fino in tempi recenti.
- Topolino e l'enigma di Mu (1979), prima storica apparizione del Professor Zapotec, impegnato nella ricerca proprio del continente scomparso di Mu.
- Le tops Stories - L'isola dei giganti (I superstiti del continente perduto) (2002).
- Saint Seiya - I Cavalieri dello Zodiaco Il cavaliere d'oro dell'Ariete Mu/Mur, il suo maestro Shion e suo fratello/allievo Kiki sono gli ultimi discendenti della stirpe di Mu e proprio nel continente di Mu furono create le 88 armature di tutti i guerrieri. Nello spin-off Lost Canvas appaiono altri discendenti di questa stirpe (i gemelli Sage e Hakurei, la guerriera Yuzuriha, suo fratello Tokusa e il piccolo Atora). Segno caratteristico di quest'etnia sono le sopracciglia rotonde.
- I protagonisti di Shaman King si ritrovano ad affrontare una prova proprio nel continente Mu.
- In Zagor, creazione di Sergio Bonelli, viene spesso citata un'ipotetica guerra tra le antiche super-civiltà di Atlantide e Mu.
- In Gea di Luca Enoch, nel numero 5, compaiono i Naga dove si dice che siano i creatori di Mu.
- Nel manga giapponese "Nihonkoku Shoukan" si scopre che l'impero della seconda civilità, chiamato Mu, è in realtà la stessa Mu scomparsa dalla Terra migliaia di anni prima.
- Nel manga e nell'anime God Mazinger di Go Nagai, un ragazzo giapponese con alcuni poteri sovranaturali, Yamato Hino, viene richiamato in una dimensione parallela, l'antico regno di Mu, per lottare contro il popolo di Dragonia, invasori provenienti dallo spazio. Yamato può essere assorbito da un gigante di pietra, il God Mazinger, dio protettore del popolo di Mu, che grazie alla volontà del ragazzo può animarsi trasformandosi in una terribile arma. Le terre di Mu sono popolate anche da immaginari dinosauri creati dai dragoniani e da questi impiegati per scopi bellici. Nel fumetto di Martin Mystere n° 26 "Il mostro d'acciaio" uscito nel 1984, stesso anno del manga, Mystere ritrova in Giappone un robot gigante, millenario reperto del popolo di Mu, che similmente al mostro di pietra ideato da Go Nagai ha "assorbito" il personaggio riuscendo così ad animarsi.

### Filmografia
- Atragon (Kaitei gunkan, 1963), regia di Ishirō Honda. Un potente sottomarino giapponese, costruito per riscattare il paese dalla sconfitta bellica, combatte un nuovo nemico mondiale dagli abissi del Pacifico.

### Televisione
- Moby Dick 5 (Mu no hakugei, 1980), è una serie animata giapponese che ha come protagonisti 5 giovani discendenti dell'antico regno di Mu, in lotta contro il perfido Impero di Atlantide.
- Moby Dick e il segreto di Mu (Moby Dick et le secret de Mu, 2005).

### Videogiochi
- In Illusion of Gaia, una sezione di gioco si chiama Mu, riferendosi proprio al continente perduto che, anche nel videogioco, è sommerso dalle acque.
- In Terranigma, è possibile fare risorgere il continente Mu nel "mondo sotterraneo" e poi visitarlo nel mondo normale, dove è rappresentato come una piccola isola con una folta vegetazione.
- In Megaman Star Force, un personaggio del gioco, Solo, è l'ultima persona rimasta della civilizzazione dei Mu. Secondo il gioco il continente Mu possedeva una tecnologia molto più avanzata della nostra.
- Nel videogioco Ducktales per Game Boy, uno dei sei livelli vede Paperone alla ricerca del tesoro nell'isola di Mu.
- Nel videogioco Mass Effect, il Comandante Shepard in una missione del gioco è alla ricerca delle coordinate del perduto portale "MU" chiaro riferimento al continente scomparso.
- Il videogioco Mu Online è ambientato in un continente chiamato Mu.
- La visual novel Ever17: The out of infinity cita sia Mu che Lemuria per tracciare le origini di alcuni fenomeni paranormali.
- Nel videogioco Civilization VI è presente un continente chiamato Mu.

### Musica
- Mu è il nome del primo album di Riccardo Cocciante.
- Mu è un album doppio pubblicato nel 1969 e firmato dal trombettista Don Cherry.

### Opere di James Churchward
- Mu: Il continente perduto (Mu: The Lost Continent), ISBN 88-344-1058-0
- The Children of Mu
- The Secret Symbols of Mu
- The Cosmic Forces of Mu